# 生产路站
生产路站是济南轨道交通2号线的地铁车站，位于中华人民共和国山东省济南市天桥区北园街道北园大街与生产路交叉口东侧地下，2021年3月26日投入运营。

## 车站构造
生产路站为地下二层的14米岛式车站。

## 出入口
| 編號         | 指示                                       |
| ------------ | ------------------------------------------ |
| 出口 · A · 1 | 北园大街与生产路交叉口东北角               |
| 出口 · A · 2 | 北园大街与生产路交叉口东北角(西泺河路西侧) |
| 出口 · C     | 欧亚电子大厦北门往西200米                  |
| 出口 · D     | 北园大街与生产路交叉口东南角(东亚家居前)   |

2022年1月29日，A1、A2出入口正式开放。

### 临近地点
- 东亚家居
- 欧亚电子大厦